# Sertãozinho (São Paulo)
Pour les articles homonymes, voir Sertãozinho.
Sertãozinho est une ville brésilienne de l'État de São Paulo. Sa population était estimée à 128 632 habitants en 2010. La municipalité s'étend sur 418 km2.

## Maires
| Période | Période | Identité    | Étiquette | Qualité |
| ------- | ------- | ----------- | --------- | ------- |
| 2009    | 2012    | Nério Costa | PPS       |         |

## Jumelage
- Mendoza (Argentine)